# Sängerbund (Bruckner)
Sängerbund, WAB 82, ist ein patriotisches Chorwerk, das Anton Bruckner 1882 komponierte.

## Geschichte
Bruckner komponierte das Stück am 3. Februar 1882 nach einem Text eines unbekannten Autors, möglicherweise Heinrich von der Mattig. Er widmete es August Göllerich Senior.
Mit Bruckners Einverständnis setzte Karl Kerschbaum, der Sekretär der Liedertafel Frohsinn, einen weiteren, allgemeineren Text auf die Partitur, um die Chance auf Aufführungen zu erhöhen. Uraufgeführt wurde das Stück von Frohsinn in Wels während des fünften Oberösterreichisch-Salzburgischen Sängerbundfests, das Fest der Sängerbunde aus Oberösterreich und Salzburg, am 10. Juni 1883.
Das Stück war ein Favorit der Liedertafel Frohsinn, die es im September 1890 in Passau erneut aufführte. Als Hommage an ihren Ehrenvorsitzenden führte Frohsinn das Lied am 4. September 1894 zur Feier von Bruckners 70. Geburtstag auf.
Das Stück, dessen Originalmanuskript im Archiv der Liedertafel Frohsinn aufbewahrt wird, wurde erstmals 1911 von Viktor Keldorfer (Universal Edition) mit Kerschbaums Text veröffentlicht. Es erscheint mit beiden Texten in Band XXIII/2, Nr. 31 der Gesamtausgabe.

## Text
Das Originalmanuskript von Sängerbund verwendete einen Text eines unbekannten Autors, möglicherweise Heinrich von der Mattig: 
Die Sängerfeste unserer Städte

Erwecken bildend um die Wette

Den Sinn für Tonkunst und Gesang.

Es drängt hinaus von Kreis zu Kreise

Und heut ertönt in Festes Weise

Das deutsche Lied mit hellem Klang.

Wir halten fest und treu am Bunde,

Den an der Traun in dieser Stunde,

Erneuern wir mit Herz und Hand.

In Lied und Tat frei ohne Zagen,

So werden wir das Höchste wagen

Für Freiheit und fürs Vaterland.

Sängerbund wurde später mit einem anderen Text von Karl Kerschbaum bearbeitet:
Nichts Schönres auf der ganzen Erde

Als froher Sang am Heimatherde

Lobpreisend deutsche Sitt' und Treu.

Es drängt hinaus von Kreis zu Kreise

Und es ertönt in Festes Weise

Das deutsche Lied so frisch und frei.

Ob unsre Brust erbebt vom Leide,

Ob unsern Sinn verklärt die Freude,

Wir halten fest am deutschen Liederband,

Und braust auch Sturmwind durch die Lande,

Das Lied tönt bis zum Grabesrande

Für Freiheit und fürs Vaterland. 

## Musik
Das 79 Takte lange Werk in C-Dur ist für Männerchor besetzt.
Die erste Strophe beginnt als Fanfare und entwickelt sich über eine Reihe von Sechst-Akkorden zum abschließenden Tonika-Akkord. Die zweite Strophe beginnt ähnlich und entwickelt sich von A-Dur über einen Sechst-Akkord von f-Moll zum gleichen Ende wie die erste Strophe.

## Diskografie
Sängerbund (mit dem Text von Karl Kerschbaum) wurde 1996 (100. Todestag von Bruckner) von Attila Nagy mit der Universitätssängerschaft 'Barden zu Wien' dreimal aufgenommen:
- am 18. Mai 1996: Anton Bruckner und seine Zeit – CD: disc-lazarus DL-USB 8B
- am 7. Juni 1996: Bruckner-Festabend anlässlich des 100. Todestages von Ehrenmitglied Anton Bruckner – CD: disc-lazarus DL-USB 8C
- am 26. Oktober 1996: Konzert im Brucknerjahr – CD: disc-lazarus DL-USB 8D